# Giorno delle Canarie

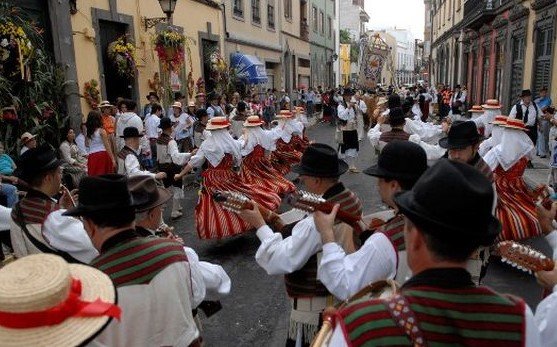
Romeria di La Laguna, celebrazione tipica del Giorno delle Canarie.

Il Giorno delle Canarie (Día de Canarias) è una festa regionale spagnola festeggiata nelle Isole Canarie ogni 30 maggio per commemorare la prima seduta del Parlamento canario nel 1983 a Santa Cruz de Tenerife. Questa occasione fu la prima volta in cui le Isole Canarie disposero di un parlamento democratico dalla creazione della dittatura di Francisco Franco e dal ritorno della democrazia.

## Storia
Lo statuto spagnolo riconosce una ampia autonomia alle Comunità autonome che ne fanno parte, e le Isole Canarie, in particolare, godono di un alto grado di autogestione, come riscontrato nella formazione del Parlamento Canario, presieduto per la prima volta da Pedro Guerra Cabrera.
La prima prova di Parlamento Canario si fece durante la Seconda Repubblica spagnola. Malgrado questo, durante i 46 anni di dittatura franchista tutte le autonomie regionali furono cancellate, a favore di uno stato totalitario altamente centralizzato.
Solo nel 1982, le Comunità Autonome, e specialmente le Canarie, sono potute tornare ad avere i propri parlamenti regionali.